# Takayuki Tanii
Takayuki Tanii (jap. 谷井•孝行 Tanii Takayuki; ur. 14 lutego 1983 w Namerikawa) – japoński lekkoatleta specjalizujący się w chodzie sportowym, czterokrotny olimpijczyk. 
Zdobył brązowy medal w chodzie na 10 000 metrów podczas mistrzostw świata juniorów młodszych w 1999 w Bydgoszczy. Zajął 7. miejsce w tej konkurencji na mistrzostwach świata juniorów w 2002 w Kingston.
Na igrzyskach olimpijskich w 2004 w Atenach zajął 15. miejsce w chodzie na 20 kilometrów, a w chodzie na 50 kilometrów został zdyskwalifikowany. Zajął 23. miejsce w chodzie na 20 kilometrów na mistrzostwach świata w 2005 w Helsinkach, a na mistrzostwach świata w 2007 w Osace zajął w tej konkurencji 21. miejsce.
Zajął 29. miejsce w chodzie na 50 kilometrów i został zdyskwalifikowany w chodzie na 20 kilometrów na igrzyskach olimpijskich w 2008 w Pekinie. Na mistrzostwach świata w 2009 w Berlinie został zdyskwalifikowany w chodzie na 50 kilometrów, a na mistrzostwach świata w 2011 w Daegu zajął w tej konkurencji 9. miejsce. Nie ukończył chodu na 50 kilometrów na igrzyskach olimpijskich w 2012 w Londynie, a na mistrzostwach świata w 2013 w Moskwie ponownie zajął 9. miejsce na tym dystansie.
Zwyciężył w chodzie na 50 kilometrów na igrzyskach azjatyckich w 2014 w Inczonie, a na mistrzostwach świata w 2015 w Pekinie zdobył brązowy medal w tej konkurencji. Na igrzyskach olimpijskich w 2016 w Rio de Janeiro zajął 14. miejsce na tym dystansie.
Rekordy życiowe:
| Konkurencja           | Data i miejsce              | Wynik    |
| --------------------- | --------------------------- | -------- |
| chód na 5000 metrów   | 21 maja 2016, Kumagaya      | 19:07,58 |
| chód na 10 000 metrów | 6 lipca 2003, Jokohama      | 40:03,42 |
| chód na 10 kilometrów | 11 maja 2003, Tokio         | 40:10    |
| chód na 20 kilometrów | 25 stycznia 2004, Kobe      | 1:20:39  |
| chód na 35 kilometrów | 11 sierpnia 2012, Londyn    | 2:34:43  |
| chód na 50 kilometrów | 1 października 2014, Inczon | 3:40:19  |